# 雌二醇/地屈孕酮
雌二醇/地屈孕酮（英語：Estradiol/dydrogesterone，简称：E2/DYD），商品名芬吗通（英語：Femoston）等，是雌二醇 （E2，一种雌激素）和地屈孕酮 （DYD，一种孕激素）的组合，用于更年期激素替代療法，特别是用于治疗和预防绝经后女性的潮熱和骨质疏松症。该产品为口服药，每片含0.5，1或2毫克雌二醇，以及2.5，5，10或20毫克地屈孕酮。该药物在世界各地广泛销售，但在美国和加拿大无法获取。

## 外部連結
- . Drug Information Portal. U.S. National Library of Medicine.
- . Drug Information Portal. U.S. National Library of Medicine.